# Об'єктивні обставини
«Об'єктивні обставини» (рос. «Объективные обстоятельства») — радянський двосерійний телефільм-соціальна драма 1988 року, знятий режисерами Геннадієм Павловим і Тетяною Пресняковою на Центральному телебаченні СРСР.

## Сюжет
Телевізійний фільм за однойменною п'єсою Олександра Боріна про проблеми теплопостачання в одному з невеликих міст.

## У ролях
- Віра Алентова — Ваніна, голова міськвиконкому
- Георгій Назаренко — Руднєв, головний інженер Райенерго
- Наталія Єгорова — Руднєва, головний лікар
- Марина Дюжева — Ірина Антипова
- Радій Афанасьєв — Антипов, батько Ірини, диспетчер Райенерго
- Ілля Тюрін — Павлик, син Ірини
- Євген Лазарев — Соколов, директор металургійного комбінату
- Юрій Горобець — Постников, керівник Райенерго
- Адольф Ільїн — Іванов, співробітник Райенерго
- Микола Волков — Євстигнєєв, колишній головний інженер Райенерго
- Ігор Сіренко — Зємсков, директор проектного інституту
- Анатолій Лобоцький — Андрій, брат Ваніної, інженер технічного відділу
- Світлана Мізері — Постникова
- Олександр Ільїн — Сорокін, співробітник Райенерго
- Тетяна Горячева — наречена
- Олександр Капран — наречений
- Віктор Власов — прокурор
- Володимир Землянікін — Макаров
- Володимир Васильєв — шофер
- Павло Махотін — епізод

## Знімальна група
- Режисери — Геннадій Павлов, Тетяна Преснякова
- Сценарист — Олександр Борін
- Оператори — Андрій Тюпкін, Євген Павлов
- Художники — Лариса Мурашко, Юрій Єфімов